# Maison Diamantée
La maison Diamantée (ancien hôtel de Saboulin Bollena) est un édifice de Marseille situé juste derrière la mairie, dans le quartier de l’hôtel de ville.
Elle doit son nom à l’aspect de sa façade qui est couvert de pierres taillées en pointes : bossage prismatique.
Elle fait l’objet d’un classement au titre des monuments historiques depuis le 10 novembre 1925.

## Historique
La Maison Diamantée est, avec l'Hôtel de Cabre, l'une des plus anciennes demeures de Marseille aujourd'hui préservée. Elle aurait été construite à la fin du XVIe siècle ou au tout début du XVIIe siècle sur le terrain des anciens jardins du palais de Provence par de riches commanditaires d’origine espagnole et italienne.

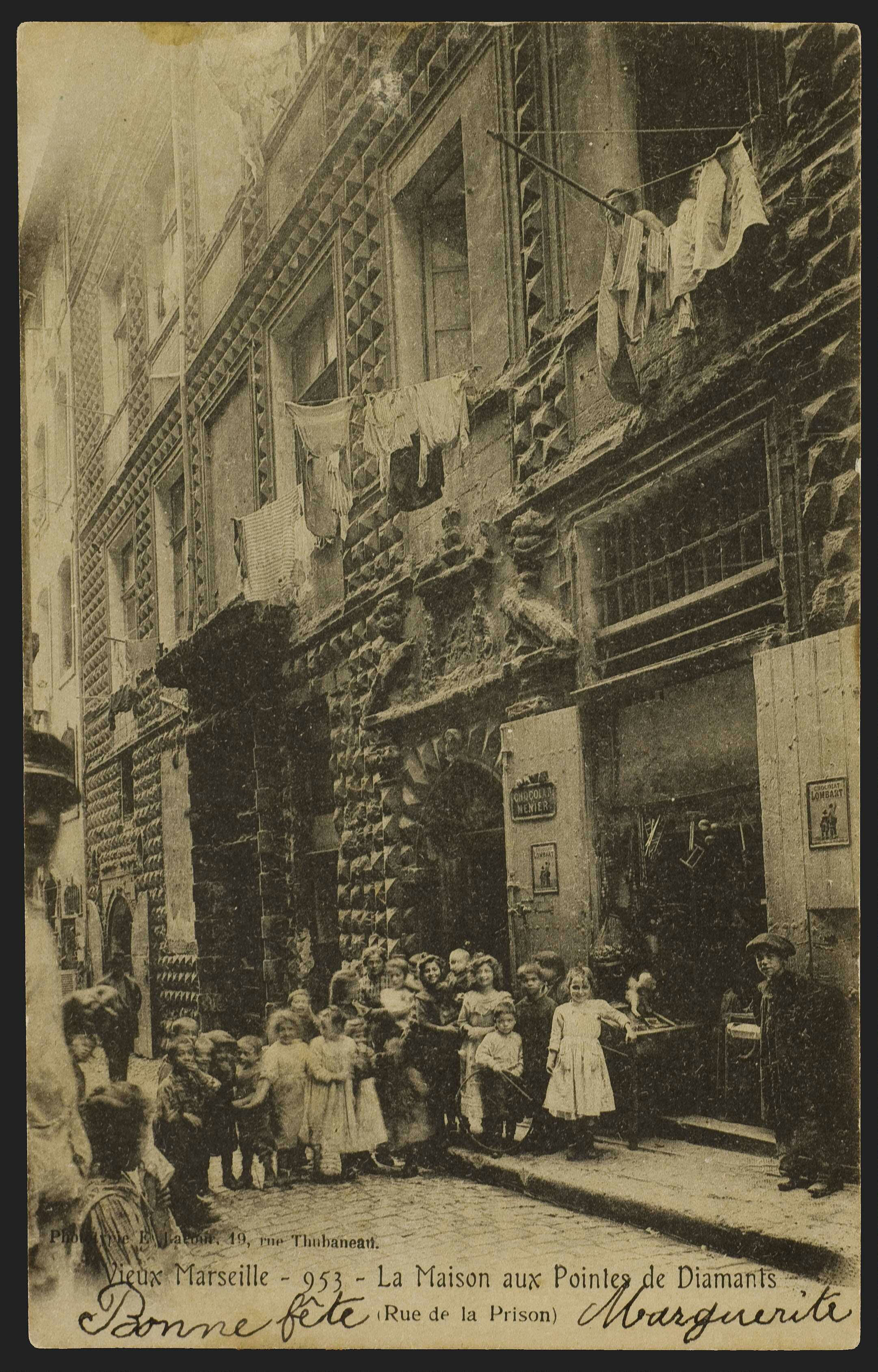
c. 1902–03

Elle abrita de grandes familles marseillaises comme celle de Pierre Sebolin de Bollena (2nd échevin de Marseille en 1683) et de son neveu François de Saboulin Bollena (premier échevin de Marseille en 1702), et les Castellane Majastre. À la fin du XIXe siècle des travailleurs du port et des immigrés italiens habitèrent les lieux.
La tradition orale la présente comme étant le palais du Roi René, comte de Provence.
En 1914, la maison délabrée est sauvée de la ruine, l'association culturelle « Art et Charité » la rachète, puis la lègue ultérieurement au Comité du Vieux-Marseille.

## Occupations depuis lesannées 1960
En 1962 le Comité du Vieux Marseille fait don à la Ville de Marseille de l'immeuble ainsi que de ses collections et de sa bibliothèque. 
De 1967 à 2009 la Maison Diamantée abrite le Musée du Vieux Marseille, puis les collections sont intégrées au Musée d'histoire de Marseille. 
L'immeuble accueille ensuite les bureaux de l'association organisatrice du projet Marseille Provence 2013, capitale européenne de la culture.
Après la fin de cet événement la Ville fait un usage purement administratif des locaux, ce qui conduit en 2015 le président du Comité du Vieux Marseille à demander en vain à la Ville de respecter la vocation culturelle du monument, puis en 2019 à engager une démarche contentieuse afin d’en obtenir la rétrocession.